# Patellidae
Famille
Les Patellidae sont une famille de mollusques gastéropodes marins.

## Liste des sous-familles et genres
Selon World Register of Marine Species (24 octobre 2014) :
- genre Cymbula H. Adams & A. Adams, 1854
- genre Helcion Montfort, 1810
- genre Patella Linnaeus, 1758
- genre Scutellastra H. Adams & A. Adams, 1854

## Galerie

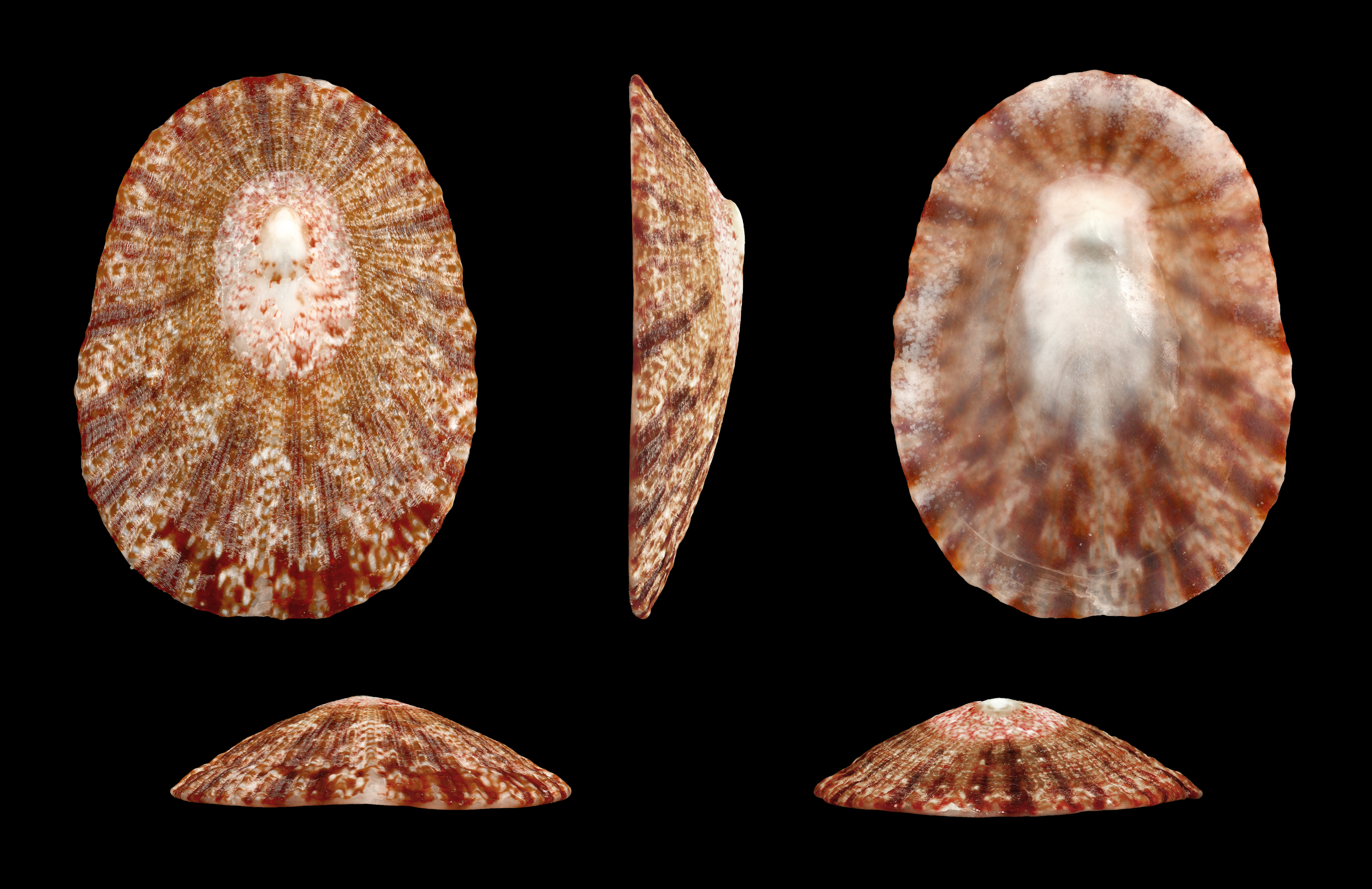
Cymbula miniata
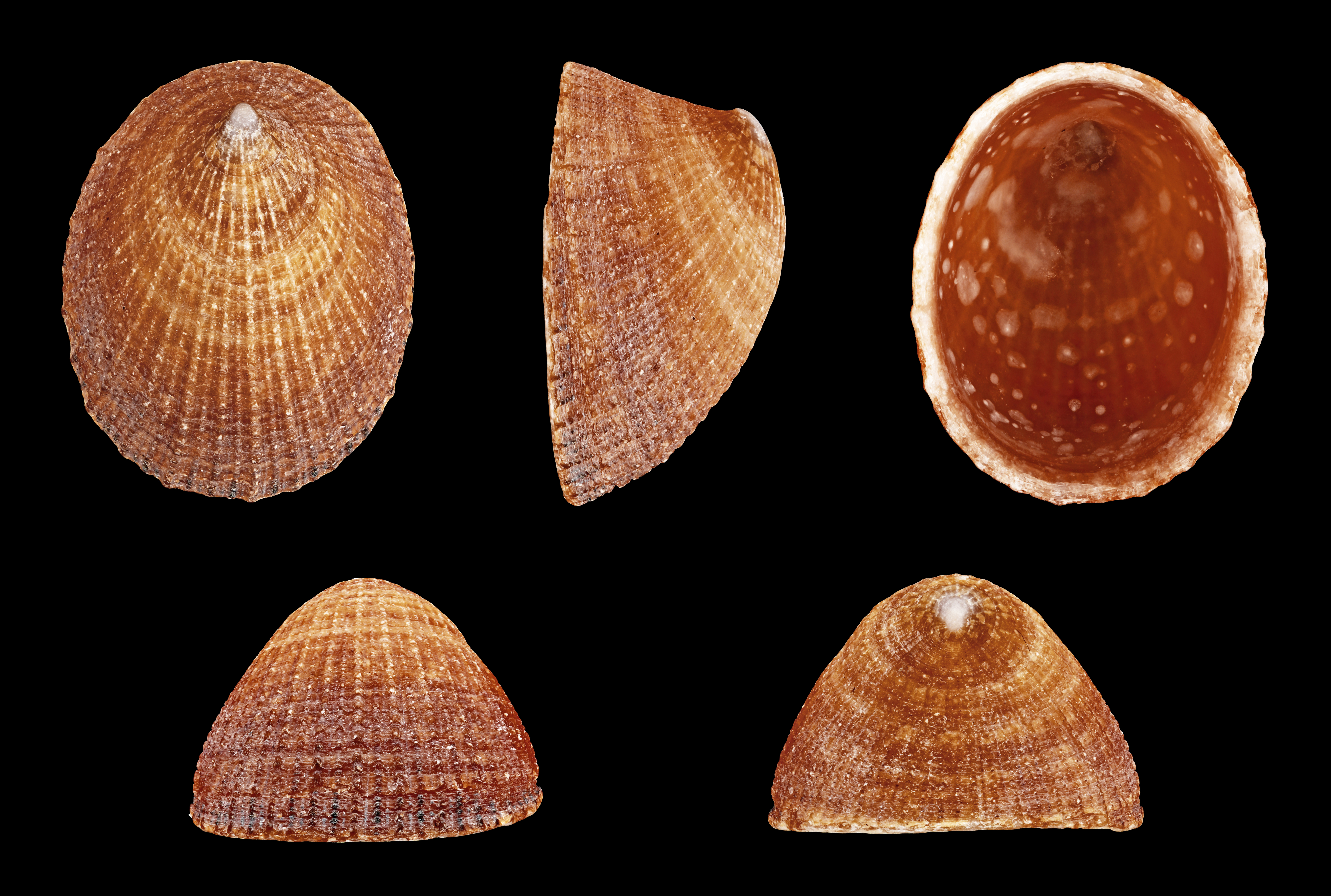
Helcion pectunculus
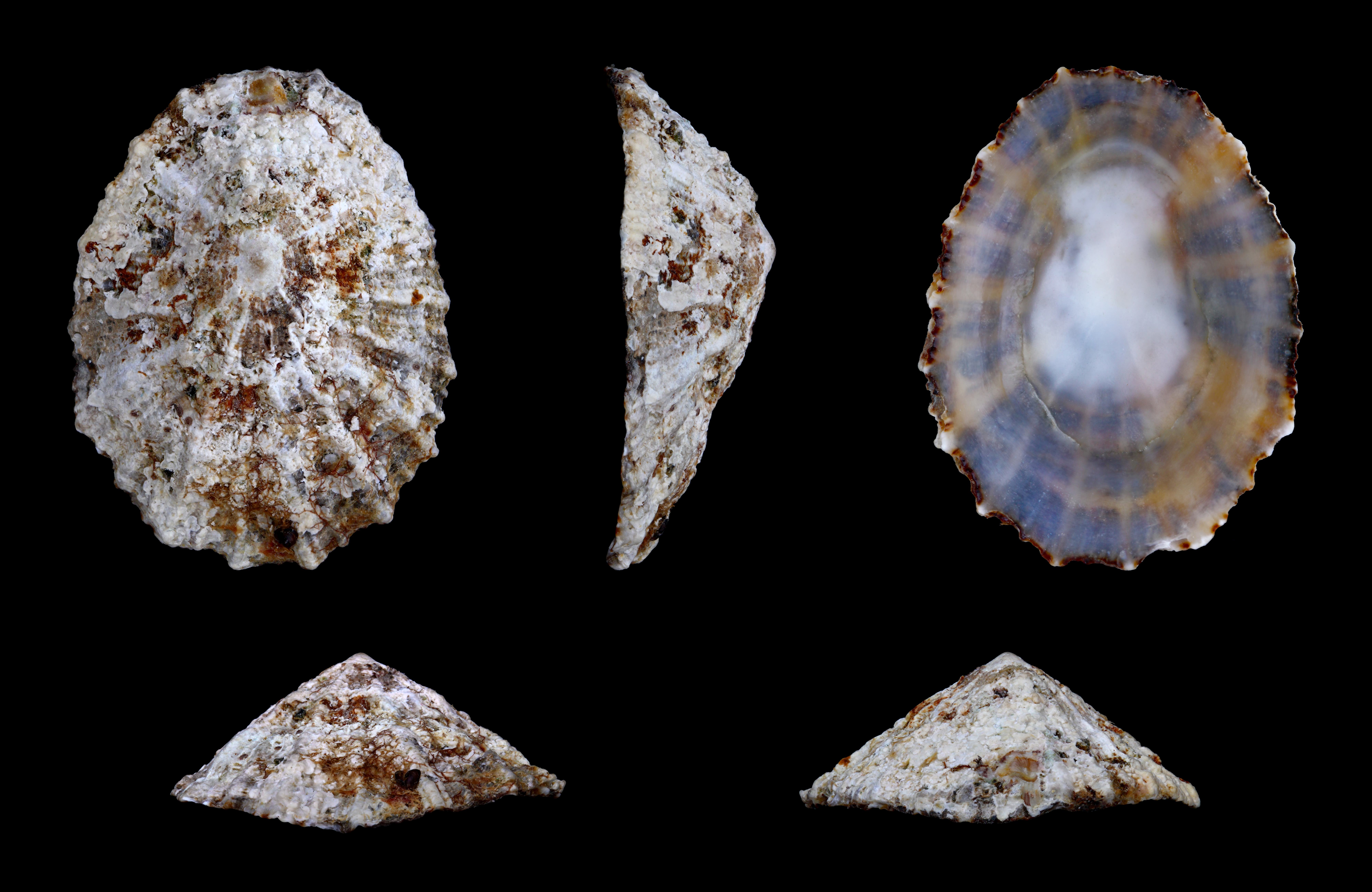
Patella caerulea
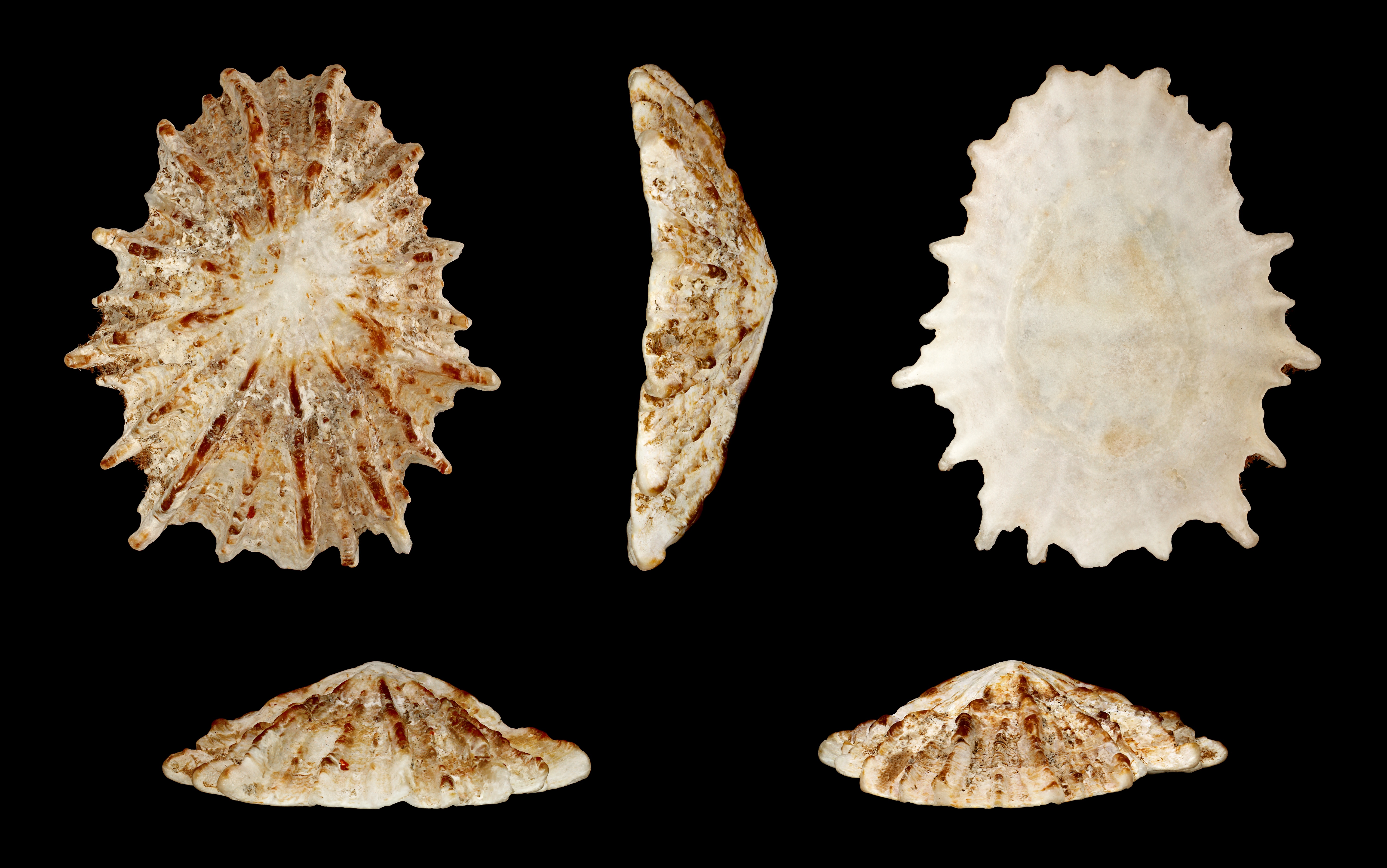
Scutellastra barbara